# يوسف أحمد سرينلي
الجنرال يوسف أحمد سرينلي قائد عسكري صومالي كان وقت وفاته مسؤولًا أمنيًا كبيرًا في الحكومة الصومالية الوليدة، وكان يشغل منصب قائد قوة شرطة العاصمة مقديشو خلال الحرب الأهلية الصومالية، قُتل في منزله على أيدي مسلحين مجهولين في 23 يناير 2005.
كان سرينلي من مؤيدي الحكومة الفيدرالية الانتقالية الصومالية، كما كان يؤيد جلب قوات حفظ السلام التابعة للاتحاد الأفريقي إلى البلاد.
قبل بضعة أيام من مقتله، دمر مقاتلو الميليشيات المسيطرة على مقديشو مقبرة إيطالية وكان سرينلي يحقق في الحادث. وبحسب صحيفة الأهرام المصرية، فإن "سرينلي كان يعارض الإسلاميين بشدة، ويعتقد كثيرون أن الإسلاميين كانوا وراء مقتله".
اغتيل العديد من كبار المسؤولين في الشرطة الصومالية في ذلك الوقت ولم يمر وقت طويل على وفاة سرينلي حتى سيطر الإسلاميون على العاصمة مقديشو.